# Centaurea ravansarensis
Centaurea ravansarensis — вид квіткових рослин родини айстрових (Asteraceae). Ендемік зх. Ірану (провінція Керманшах).

## Морфологічна характеристика
Дворічні рослини, з товстим м'ясистим стрижневим коренем, уся рослина зазвичай сірувато-зелена, 55–80 см заввишки; комірець із волокнистих черешкових залишків присутній біля основи стебла. Стебло прямовисне, майже просте, ≈ 7 мм в діаметрі. Прикореневі листки в'януть під час цвітіння, черешкові, широкояйцеподібні, 24–26 × 12–13 см. Серединні стеблові листки сидячі, ланцетні або ланцетно-еліптичні, 12–19 × 3–6 см. Верхні стеблові листки дедалі менші, сидячі, прості, ланцетні, 4.5–7 × 1–3 см. Голови нечисленні, від 3 до 5, розташовані в китиці. Філярії багаторядні. Квіточки пурпурові. Сім'янки довгасті, ≈ 7 мм завдовжки, 3.8–4 мм завширшки, гладкі та блискучі, жовтуваті, на верхівці закруглені, рідко запушені. Папус стійкий, багатосерійний, блідо-коричневий, 11.5–12 мм завдовжки, щетинки внутрішніх рядів трохи довші за інші.